# Juniperus canariensis
Juniperus canariensis — вид хвойних рослин з родини кипарисових (Cupressaceae). Місцем проживання цього виду є Мадейра та Канарські острови.